# Aquaduct van Gadara

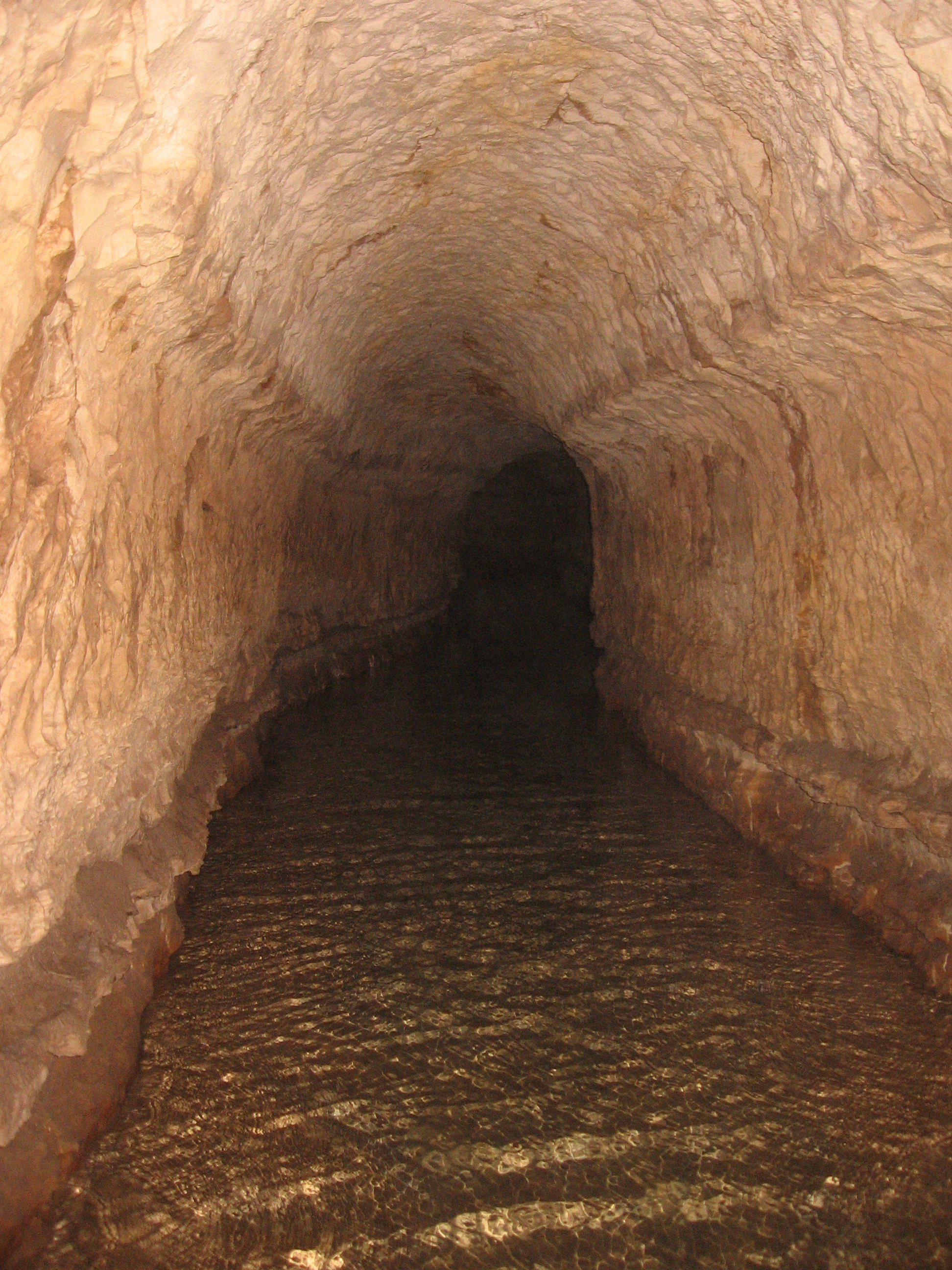
Een tunnel van het aquaduct

Het Aquaduct van Gadara was een Romeins aquaduct waarmee een drietal steden van de Dekapolis in huidig Syrië en Jordanië van water voorzien hadden moeten worden. Het aquaduct werd vanaf 90 n.Chr. gebouwd om water te brengen naar Daraa, Abila en Gadara. Het had een geprojecteerde lengte van zo'n 170 kilometer, maar werd nooit helemaal voltooid en slechts deels in gebruik genomen. Het aquaduct werd aangelegd met gebruik van de qanattechnologie en omvatte tunnels van één, elf en 94 kilometer, de langste uit de klassieke oudheid.
Vanwege de ondergrondse bouw werd het aquaduct pas in 2004 ontdekt en in kaart gebracht.